# Mika Kottila
Mika Kottila (født 22. september 1974 i Vantaa, Finland) er en finsk tidligere fodboldspiller (angriber).
Kottila spillede i hjemlandet for blandt andet HJK Helsinki og RoPS, og vandt blandt andet tre finske mesterskaber med HJK. Han havde også udlandsophold i både England, Norge og Sverige.
Kottila spillede desuden 31 kampe og scorede syv mål for det finske landshold.

## Titler
Veikkausliiga
- 1997, 2002 og 2003 med HJK Helsinki

Suomen Cupen
- 1998 og 2003 med HJK Helsinki